# Affaire Joël Rossier
 (avril 2021).
L'affaire Joël Rossier est le nom donné à une série d'évènements impliquant la gestion de la pollution au mercure générée par Lonza sur le site de Grossgrundkanal situé sur la commune suisse de Viège. L'entreprise, au vu de la localisation, dépendait de l'autorité du service valaisan de l'environnement qui a été dirigé par Joël Rossier de décembre 2016 jusqu'au mois d'août 2019[source secondaire souhaitée], quand il a démissionné.

## Déroulement des faits sur le site de Grossgrundkanal
En 1917, le mercure est utilisé comme catalyseur par Lonza.
Grossgrundkanal est construit entre 1926 et 1931.
Entre 1930 et 1970, des matériaux excavés sont repartis sur diverses parcelles lors du curage du canal.
En 1976 la STEP de Lonza est mise en route.

## Conséquences
Le tracé de l'autoroute de l'A9 passe sur un des sites qui a été contaminé par les boues polluées au mercure[source insuffisante], ce qui a obligé le gouvernement à admettre les pollutions au moins sur le tronçon de l'autoroute.